# Cratere Bessarion

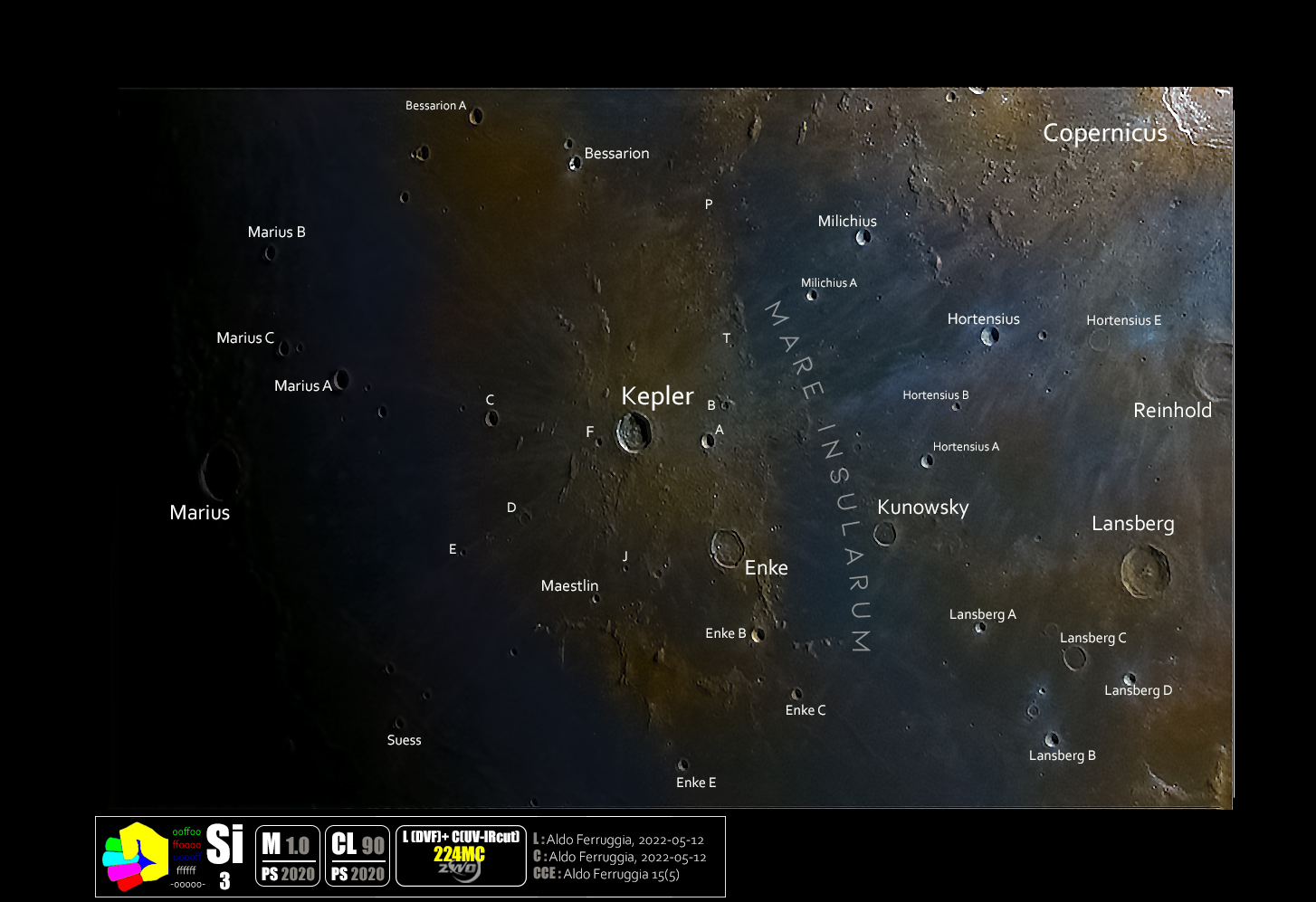
L'area del cratere in formato selenocromatico (Si)

Bessarion è un cratere lunare di 9,84 km situato nella parte nord-occidentale della faccia visibile della Luna.
Il cratere è dedicato al filosofo bizantino Bessarione.

## Crateri correlati
Alcuni crateri minori situati in prossimità di Bessarion sono convenzionalmente identificati, sulle mappe lunari, attraverso una lettera associata al nome.
| Bessarion | Coordinate            | Diametro (in km) |
| --------- | --------------------- | ---------------- |
| A         | 17°04′12″N 39°49′48″W | 12,32            |
| B         | 16°49′48″N 41°43′12″W | 11,67            |
| C         | 16°01′48″N 42°38′24″W | 8,55             |
| D         | 19°46′12″N 41°43′48″W | 9,15             |
| E         | 15°22′12″N 37°21′00″W | 7,59             |
| G         | 14°54′00″N 40°21′36″W | 3,62             |
| H         | 15°15′36″N 41°28′48″W | 4,12             |
| V         | 15°03′36″N 34°58′48″W | 2,98             |
| W         | 16°42′00″N 36°56′24″W | 2,67             |